# Герасимівка (Самарівський район)
Гераси́мівка — село в Україні, в Губиниській селищній громаді Самарівського району Дніпропетровської області. Населення за переписом 2001 року становить 262 особи.

## Географія
Село Гарасимівка знаходиться на відстані 2,5 км від сіл Голубівка та Новостепанівка. По селу протікає пересихаючий струмок з загатою. Поруч проходить автомобільна дорога Т 0440.

## Населення

### Мова
Розподіл населення за рідною мовою за даними перепису 2001 року:
| Мова       | Кількість | Відсоток |
| ---------- | --------- | -------- |
| українська | 246       | 93.89%   |
| російська  | 16        | 6.11%    |
| Усього     | 262       | 100%     |

## Назва
На деяких картографічних ресурсах помилково вказана як Гарасимівка. На території України 3 населених пункти з назвою Герасимівка.

## Персоналії
Булейко Іван Семенович (1902-?) - майор, командир 630-го легкого артилерійського полку 175-ї стрілецької дивізії. Учасник боїв за Київ. Вважається зниклим  безвісти у вересні 1941 під Баришівкою. Проте з оточення він вийшов і в 1942 р. брав участь у партизанському русі під Новомосковськом.